# Châtillon (Hauts-de-Seine)
Châtillon je město v jihozápadní části metropolitní oblasti Paříže ve Francii v departmentu Hauts-de-Seine a regionu Île-de-France. Od centra Paříže je vzdálené 7 km.

## Geografie
Sousední obce: Bagneux, Clamart, Malakoff, Montrouge a Fontenay-aux-Roses.

## Vývoj počtu obyvatel
Počet obyvatel

## Osobnosti města
- Voltaire (1694–1778), osvícenský filozof, básník a spisovatel
- Joseph Louis Gay-Lussac (1778–1850), chemik a fyzik
- Pierre-Jean de Béranger (1780–1857), básník a autor písní
- Jean Nouvel (* 1945), architekt

## Partnerská města
- Aywaille, Belgie, 1964
- Genzano di Roma, Itálie, 1990
- Merseburg, Německo, 1963